# 934 (numero)
Novecentotrentaquattro (934) è il numero naturale dopo il 933 e prima del 935.

## Proprietà matematiche
- È un numero pari.
- È un numero composto con 4 divisori: 1, 2, 467, 934. Poiché la somma dei suoi divisori (escluso il numero stesso) è 470 < 934, è un numero difettivo.
- È un numero semiprimo.
- È un numero nontotiente (per cui la equazione φ(x) = n non ha soluzione).
- È un numero malvagio.

- È un numero intoccabile.
- È un numero intero privo di quadrati.
- È un numero congruente.
- È parte della terna pitagorica  (934, 218088, 218090).

## Astronomia
- 934 Thüringia è un asteroide della fascia principale del sistema solare.
- NGC 934 è un galassia lenticolare della costellazione della Balena.

## Astronautica
- Cosmos 934 è un satellite artificiale russo.